# حسن أباد (أمان أباد)
حسن أباد (بالفارسية: حسن‌آباد) هي قرية تقع في إيران في قسم أمان أباد الريفي. يقدر عدد سكانها بـ 126 نسمة .